# Kromdraai

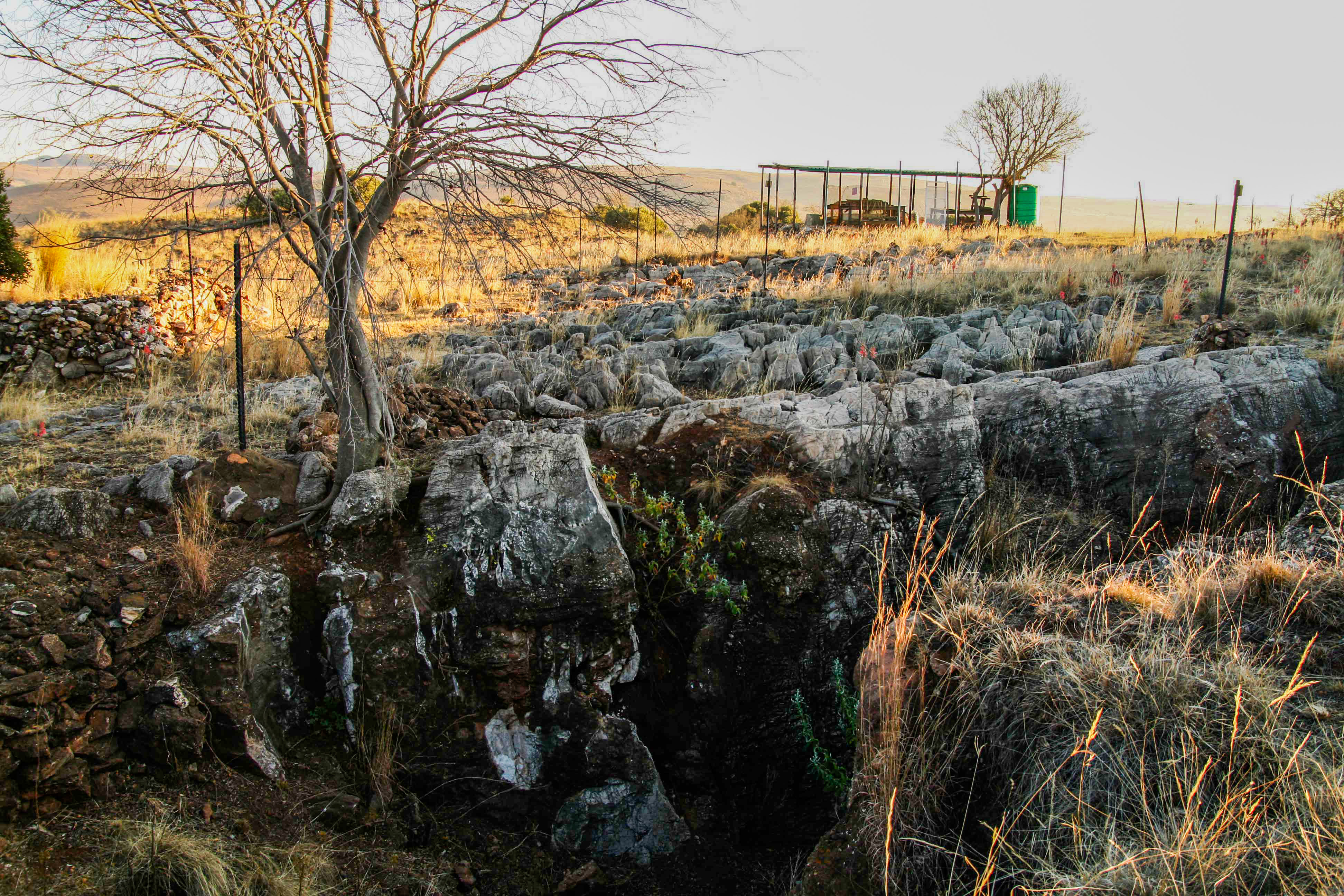
Stanowisko Kromdraai A

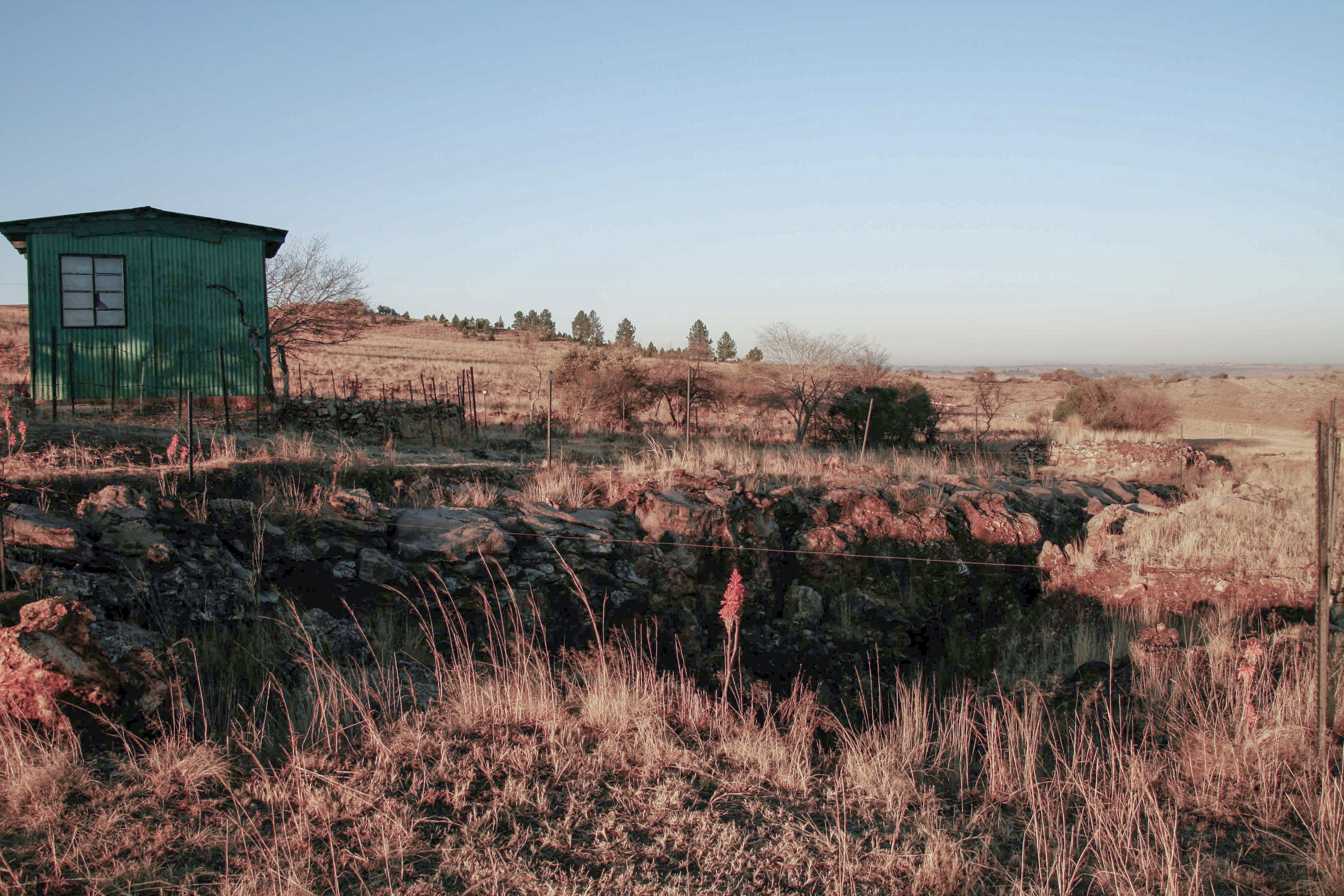
Stanowisko Kromdraai B

Kromdraai – chronione wykopalisko archeologiczne w zachodnim Gautengu w Republice Południowej Afryki, nieopodal miasta Krugersdorp. Nazwa oznacza z języka afrykanerskiego „krzywy skręt” w związku z przepływającą nieopodal Rzeką Krokodylą.